# Coppa Bernocchi 1922
La Coppa Bernocchi 1922, quarta edizione della corsa, si svolse il 22 settembre 1922 su un percorso di 145 km. La vittoria fu appannaggio dell'italiano Libero Ferrario, precedendo i connazionali Serafino Dossena e P. Rattone. L'arrivo e la partenza della gara furono a Legnano.

## Ordine d'arrivo (Top 10)
| Pos. | Corridore        | Squadra | Tempo |
| ---- | ---------------- | ------- | ----- |
| 1    | Libero Ferrario  | -       | N.D.  |
| 2    | Serafino Dossena | -       | N.D.  |
| 3    | P. Rattone       | -       | N.D.  |
| 4    | N.D.             | -       | N.D.  |
| 5    | N.D.             | -       | N.D.  |
| 6    | N.D.             | -       | N.D.  |
| 7    | N.D.             | -       | N.D.  |
| 8    | N.D.             | -       | N.D.  |
| 9    | N.D.             | -       | N.D.  |
| 10   | N.D.             | -       | N.D.  |